# Barry Strauss
Barry S. Strauss (New York, 27 novembre 1953) è uno storico statunitense, autore di varie pubblicazioni sulla storia greca e romana, con particolare riguardo alla storia militare delle due antiche civiltà occidentali.
È docente all'Università Cornell, dove detiene la cattedra di Professor of History and Classics e dove preside il locale dipartimento di storia.

## Biografia
Barry Strauss è nato a New York City ed è sempre cresciuto nella città natale e nei suoi dintorni. Ha stabilito la sua residenza presso la Cornell University nella città di Ithaca dove vive, con moglie e due figli.
Ha studiato dapprima a Cornell, dove ha ricevuto il Bachelor of Arts e il Master of Arts, quindi a Yale, dove ha conseguito il grado di Doctor of Philosophy sotto la supervisione dei Donald Kagan.
Ha viaggiato e vissuto, per motivi di studio, in vari paesi dell'Europa e del bacino mediterraneo (Germania, Grecia, Israele, Italia) usufruendo di borse di studio e riconoscimenti di varie istituzioni, tra cui la American Academy in Rome, la American School of Classical Studies di Atene, l'American Enterprise Institute, il Programma di scambio accademico tedesco (DAAD, Deutscher Akademischer Austauschdienst), la Korea Foundation, la MacDowell Colony, il National Endowment for the Humanities.
Ha ricevuto il Cornell’s Clark Award for Excellence in Teaching.

## Opere
Specialista di storia militare dell'antica Grecia e dell'antica Roma, ha pubblicato vari libri di storia dell'antichità, molti dei quali tradotti in varie lingue, tra cui l'italiano.

### Autore o coautore
- Athens After the Peloponnesian War: Class, Faction, and Policy, 403-386 B.C., Cornell University Press, 1987.
- The Anatomy of Error: Ancient Military Disasters and Their Lessons for Modern Strategists, 1990; Coautore: Josiah Ober.
- Fathers and Sons in Athens: Ideology and Society in the Era of the Peloponnesian War, Princeton University Press, 1993.
- Rowing Against the Current: On Learning to Scull at Forty, Scribner, 1999.
- La forza e l'astuzia. I Greci, i Persiani, la battaglia di Salamina (The Battle of Salamis: The Naval Encounter That Saved Greece — and Western Civilization, 2004), traduzione di Mario Carpitella, Collana I Robinson. Letture, Roma-Bari, Laterza, 2005, ISBN 978-88-420-7697-1. - Collana Economica n.450, Laterza, 2007, ISBN 978-88-420-8499-0.
- La guerra di Troia (The Trojan War: A New History, 2006), traduzione di Lorenzo Argentieri, Collana I Robinson. Letture, Roma-Bari, Laterza, 2007, ISBN 978-88-420-8130-2. - Collana Economica n.490, Laterza, 2009, ISBN 978-88-420-8863-9.
- La Guerra di Spartaco (The Spartacus War, 2009), traduzione di L. Argentieri, Collana I Robinson. Letture, Roma-Bari, Laterza, 2009, ISBN 978-88-420-8693-2. - Collana Economica n.358, Laterza, 2011, ISBN 978-88-420-9562-0.
- Western Civilization, Beyond Boundaries, Volume 2: Since 1560 (sesta ed., 2009); con Thomas F. X. Noble, Duane Osheim, Kristen Neuschel, Elinor Accampo, David D. Roberts, and William B. Cohen.
- L'arte del comando. Alessandro, Annibale, Cesare (Masters of Command: Alexander, Hannibal, Caesar, and the Genius of Leadership, 2012), traduzione di Giuliana Scudder, Collana I Robinson. Letture, Roma-Bari, Laterza, 978-88-581-0482-8. - Collana Economica n.738, Laterza, 2015, ISBN 978-88-581-1992-1.
- La morte di Cesare. L'assassinio più famoso della storia (The Death of Caesar: The Story of History's Most Famous Assassination, 2015), traduzione di David Scaffei, Collana I Robinson. Letture, Roma-Bari, Laterza, 2015, ISBN 978-88-581-2067-5. - Collana Economica n.814, Laterza, 2017, ISBN 978-88-581-2885-5.
- Imperatori. I 10 uomini che hanno fatto grande Roma (Ten Caesars : Roman Emperors from Augustus to Constantine, 2019), traduzione di D. Scaffei, Collana I Robinson. Letture, Roma-Bari, Laterza, 2019, ISBN 978-88-581-3703-1. - Collana Economica n.962, Laterza, 2021, ISBN 978-88-581-4406-0.

### Collaborazioni e curatele
- Hegemonic Rivalry: From Thucydides to the Nuclear Age (1991; Series: New Approaches to Peace and Security); Co-edited with R. Ned Lebow.
- War and Democracy: A Comparative Study of the Korean War and the Peloponnesian War (2001), East Gate Books. Co-edited with David R. McCann.

### Libri per l'infanzia
- Spartaco, illustrazioni di Paolo D'Altan, Collana Celacanto, Roma-Bari, Laterza, 2014, ISBN 978-88-581-1473-5.